# Chen Yibing
Chen Yibing (chino simplificado: 陈 一 冰, chino tradicional: 陈 一 冰, pinyin: Chen Yibing, (Tianjin, 1984) es un gimnasta chino, tetracampeón del mundo en los anillos. 

## Biografía
Chen Yibing nació el 19 de diciembre de 1984 en Tianjin. Fue estudiante en la Universidad Normal de Pekín. 
Fue parte del equipo chino que ganó la medalla de oro en la prueba por equipos en los Campeonatos del Mundo de Gimnasia Artística en 2006, 2007, 2010 y 2011 y los Juegos Asiáticos en 2006 y 2010. Desde su debut internacional en 2006 en los Campeonatos del Mundo de Gimnasia Artística, fue casi imbatible en esta especialidad, excepto por su compañero de equipo Yan Mingyong en 2009. Se convirtió en el 2006, 2007, 2010, 2011 campeón del mundo en las anillas fijas. Fue también un miembro del equipo en los Juegos Olímpicos de Pekín 2008 y ganó el oro para China en gimnasia por equipos de hombres, así como de oro en los anillos. Su actuación en anillos todavía se describió como "perfecta" y "digno de libro de texto", muy aclamado por su precisión y alto nivel de dificultad.  Es ahora el capitán del equipo masculino de gimnasia chino